# Production
Production es un álbum de estudio del artista de música electrónica Mirwais Ahmadzaï, lanzado en el año 2000 bajo la disquera Sony Music. Contiene 9 canciones, entre las cuales se encuentra una colaboración con Madonna: «Paradise (not for me)». Esta canción se incluiría después en el álbum Music de la artista.
El álbum contó con una buena recepción internacional, en parte debido a que su identidad sónica sería plasmada posteriormente en dos álbumes de Madonna: Music y American life.
El sonido del álbum se caracteriza por la forma en que Mirwais juega con los controles de los sintetizadores y los efectos, moviéndolos entre sus valores mínimo y máximo de forma brusca varias veces en la misma canción. A pesar de la evidente prevalencia de los sonidos electrónicos, se pueden apreciar algunos arreglos de cuerdas y guitarras acústicas.

## Lista de canciones
1. «Disco science» (3:34)
2. «Naive song» (4:23)[n. 1]
3. «V.I. (The last words she said before leaving)» (6:51)
4. «I can't wait» (3:15)
5. «Junkie's prayer» (3:50)
6. «Definitive beat» (3:55)
7. «Paradise (not for me)» (6:28)
8. «Never young again» (5:37)[n. 2]
9. «Involution» (5:38)

1. ↑  La canción «Naive song es muy similar a «Impressive Instant», de Madonna llevando a algunos a creer inicialmente que es un remix u otra versión de esta.
2. ↑  La canción «Never young again» es muy similar a «Music», de Madonna llevando a algunos a creer inicialmente que es un remix u otra versión de esta.

## En la cultura popular
- «Naive song» fue utilizada en la apertura de la serie de televisión francesa Clara Sheller. Además, fue incluida en un comercial de iMac de Apple.
- «Disco science» fue usada en un comercial de Victoria's Secret protagonizado por Gisele Bündchen. También formó parte de la banda sonora de la película Snatch en el año 2000.
- «Never young again» fue usada en un comercial para el perfume Chic de Carolina Herrera en el 2002.[1]